# 住道駅

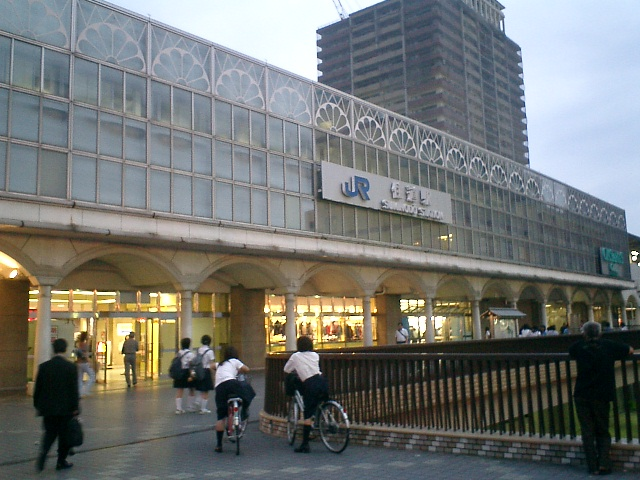
薄暮の住道駅（2005年9月）

住道駅（すみのどうえき）は、大阪府大東市住道二丁目にある、西日本旅客鉄道（JR西日本）片町線（学研都市線）の駅である。駅番号はJR-H36。片町線の全列車が停車する主要駅の一つである。

## 歴史
- 1895年（明治28年）8月22日：浪速鉄道の四条畷駅 - 片町駅間開業時に[3]、駅開業[4]。一般駅[4]。
- 1897年（明治30年）2月9日：浪速鉄道の路線が関西鉄道に譲渡され、同社の駅となる[3]。
- 1907年（明治40年）10月1日：関西鉄道が国有化[3]。官営鉄道の駅となる。
- 1909年（明治42年）10月12日：線路名称制定。桜ノ宮線の所属となる[3]。
- 1913年（大正2年）11月15日：線路名称改定。桜ノ宮線が片町線に編入され、当駅もその所属となる[3]。
- 1973年（昭和48年）7月1日：貨物の取り扱いを廃止し、旅客駅となる[4]。
- 1975年（昭和50年）11月25日：国鉄片町線住道駅付近立体交差化事業計画決定。
- 1976年（昭和51年）3月13日：立体交差化事業認可。
- 1978年（昭和53年）12月：立体交差化事業に着工[5]。
- 1985年（昭和60年）3月14日：荷物扱い廃止[4]。
- 1987年（昭和62年）
  - 2月20日：下り線高架化[6]。
  - 4月1日：国鉄分割民営化により、西日本旅客鉄道（JR西日本）の駅となる[3]。
- 1988年（昭和63年）3月13日：路線愛称の制定により、「学研都市線」の愛称を使用開始[3][7]。この日より快速が運転開始され、停車駅となる[注 1]。
- 1989年（平成元年）
  - 3月3日：上り線も高架駅に切換[5]（当時は1・4番線は未敷設）。
  - 11月21日：住道駅付近連続立体交差化事業が完成し、竣工式を挙行[11]。
- 1990年（平成2年）3月10日：待避線（1・4番線）を敷設、平日夕方の緩急接続を四条畷駅から当駅に変更。
- 1991年（平成3年）7月17日：駅構内に「ギャレ カサレス住道」（現在のALBi住道）[12]。
- 1997年（平成9年）3月8日：Jスルーを導入[13]。
- 2003年（平成15年）11月1日：ICカード「ICOCA」の利用が可能となる[7]。
- 2011年（平成23年）3月8日：JR宝塚・JR東西・学研都市線運行管理システム導入[7]。接近メロディ導入。
- 2018年（平成30年）3月17日：駅ナンバリングが導入され、使用を開始。
- 2023年（令和5年）
  - 5月21日：みどりの窓口の営業を終了[2]。
  - 5月22日：みどりの券売機プラスを導入[2]。

## 駅構造
島式ホーム2面4線を有する高架駅である。1996年に京橋寄りに1両分延伸し、8両編成の列車に対応している。上屋は、延伸部分(8両編成1号車部分)を除く7両分(7両編成通常停車位置)に設置されている。ホームは3階、改札は2階にある。駅北側に寝屋川・恩智川が平行して流れており、駅正面の合流点でそれを覆うように2階部分にデッキが設けられ、その上に北口の駅前広場がある構造となっている。また、南口は1階に出口があり、以前は狭い道が面していたが、ロータリーとそれに連なる道路（住道駅前南線）が完成後はバス路線も乗り入れるようになった。
1989年3月3日に複線高架化ののち、1990年3月10日に2面4線を供用開始し、同日のダイヤ改正により20分サイクルから16分サイクルになる平日夕方の緩急接続（快速と各駅停車の乗り継ぎ）が行われるようになった。緩急接続する場合は、内側の2・3番のりば（それぞれ下り本線・上り本線）に快速・区間快速、外側の1・4番のりば（それぞれ下り待避線・上り待避線）に普通電車が停車する。緩急接続がない場合は種別を問わず2・3番のりばへの停車となる。
駅構内（1-2階）にはショッピングセンター「ALBi住道」（アルビすみのどう）が入居している。かつては「ギャレ住道」という名称であった。
地上駅の時代は、貨物取扱駅として2面6線の線路があり、貨物専用線・上り線・通過線・下り線2本・貨物専用線があった。旧駅舎から一番離れた線路は付近にあった鐘紡住道工場への引込み線であった。1975年11月25日に国鉄片町線住道駅付近立体交差化事業が計画決定され、1976年3月13日事業認可が下る。これにより、事業主体が大阪府、鉄道工事を国鉄が行うこととなり、上下線とも一旦北側に仮線を設け、先に完成していた住道駅前大橋に続く駅前デッキ上に設けられた仮駅舎で営業し、仮設プラットホームまで仮設連絡通路で結ばれていた。
直営駅（四条畷駅の被管理駅）かつICOCA利用可能駅である（相互利用可能ICカードはICOCAの項を参照）。

### のりば
| のりば | 路線       | 方向 | 行先                   |
| ------ | ---------- | ---- | ---------------------- |
| 1・2   | 学研都市線 | 下り | 京橋・北新地・尼崎方面 |
| 3・4   | 学研都市線 | 上り | 四条畷・同志社前方面   |

- 上表の路線名は旅客案内上の名称（愛称）で表記している。

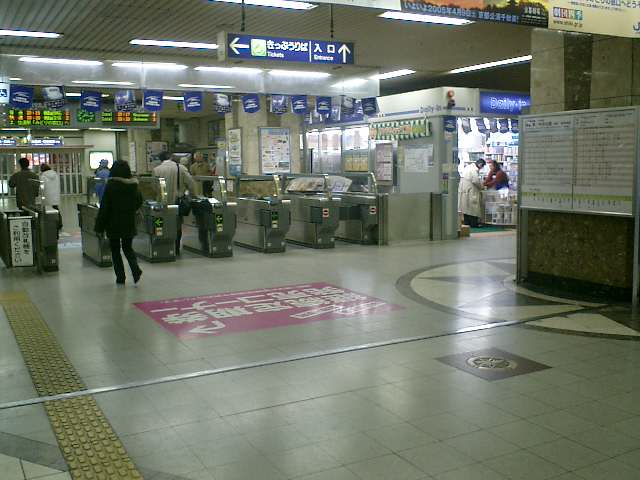
構内（2005年2月）
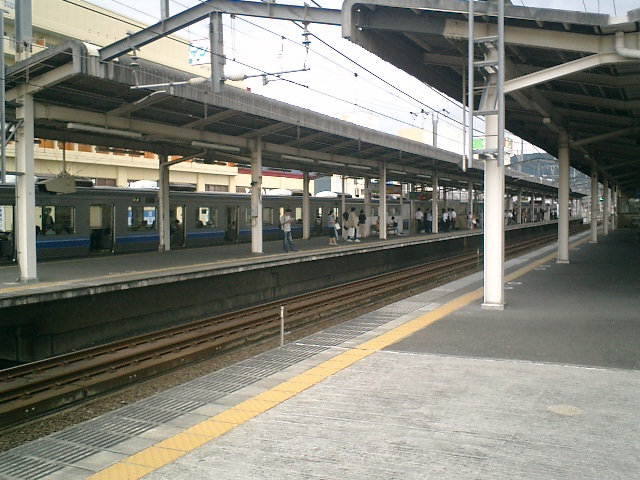
ホーム（2005年8月）

## ダイヤ
日中の時間帯は1時間に8本（区間快速・普通列車がそれぞれ4本）停車する。朝晩は本数が多くなり、緩急接続も設定されている（主に普通電車と快速。ラッシュ時には京橋駅発着の普通電車や区間快速も緩急接続をする）。
1・4番のりばに停車する列車は、ドア横の開閉ボタンで乗り降りする。
1978年10月2日の改正では朝夕に京橋駅 - 当駅間を往復する列車が運行されていた。

## 利用状況
2023年（令和5年）度の一日平均乗車人員は27,584人である。学研都市線の途中駅では最も多く、JR西日本全駅では福島駅に次いで27位。
各年度の1日平均乗車人員は以下の通りである。
| 年度               | 1日平均 乗車人員 | 順位 | 定期利用状況 | 定期利用状況 | 出典      | 出典          | 出典         |
| 年度               | 1日平均 乗車人員 | 順位 | 1日平均      | 定期率       | JR        | 大阪府        | 大東市       |
| ------------------ | ---------------- | ---- | ------------ | ------------ | --------- | ------------- | ------------ |
| 1988年（昭和63年） | 22,111           |      | 15,277       | 69.1%        |           | [ 大阪府 1 ]  |              |
| 1989年（平成元年） | 22,846           |      | 15,714       | 68.8%        |           | [ 大阪府 1 ]  |              |
| 1990年（平成02年） | 23,561           |      | 16,089       | 68.3%        |           | [ 大阪府 2 ]  |              |
| 1991年（平成03年） | 24,641           |      | 16,568       | 67.2%        |           | [ 大阪府 3 ]  |              |
| 1992年（平成04年） | 25,188           |      | 17,117       | 68.0%        |           | [ 大阪府 4 ]  |              |
| 1993年（平成05年） | 25,473           |      | 17,241       | 67.7%        |           | [ 大阪府 5 ]  |              |
| 1994年（平成06年） | 26,085           |      | 17,720       | 67.9%        |           | [ 大阪府 6 ]  |              |
| 1995年（平成07年） | 26,952           |      | 18,235       | 67.7%        |           | [ 大阪府 7 ]  |              |
| 1996年（平成08年） | 27,710           |      | 18,652       | 67.3%        |           | [ 大阪府 8 ]  |              |
| 1997年（平成09年） | 28,336           |      | 19,028       | 67.2%        |           | [ 大阪府 9 ]  |              |
| 1998年（平成10年） | 28,729           |      | 19,401       | 67.5%        |           | [ 大阪府 10 ] |              |
| 1999年（平成11年） | 29,160           |      | 19,746       | 67.7%        |           | [ 大阪府 11 ] | [ 大東市 1 ] |
| 2000年（平成12年） | 29,548           |      | 20,070       | 67.9%        |           | [ 大阪府 12 ] | [ 大東市 1 ] |
| 2001年（平成13年） | 30,130           |      | 20,521       | 68.1%        |           | [ 大阪府 13 ] | [ 大東市 1 ] |
| 2002年（平成14年） | 30,409           |      | 20,876       | 68.7%        |           | [ 大阪府 14 ] | [ 大東市 1 ] |
| 2003年（平成15年） | 32,614           |      | 22,692       | 69.6%        |           | [ 大阪府 15 ] | [ 大東市 1 ] |
| 2004年（平成16年） | 33,026           |      | 23,176       | 70.2%        |           | [ 大阪府 16 ] | [ 大東市 1 ] |
| 2005年（平成17年） | 33,191           |      | 23,362       | 70.4%        |           | [ 大阪府 17 ] | [ 大東市 1 ] |
| 2006年（平成18年） | 33,671           |      | 23,805       | 70.7%        |           | [ 大阪府 18 ] | [ 大東市 1 ] |
| 2007年（平成19年） | 33,123           |      | 23,460       | 70.8%        |           | [ 大阪府 19 ] | [ 大東市 1 ] |
| 2008年（平成20年） | 33,220           |      | 23,543       | 70.9%        |           | [ 大阪府 20 ] | [ 大東市 1 ] |
| 2009年（平成21年） | 32,702           |      | 23,454       | 71.7%        |           | [ 大阪府 21 ] | [ 大東市 1 ] |
| 2010年（平成22年） | 33,060           |      | 23,699       | 71.7%        |           | [ 大阪府 22 ] | [ 大東市 1 ] |
| 2011年（平成23年） | 32,650           |      | 23,348       | 71.5%        |           | [ 大阪府 23 ] | [ 大東市 1 ] |
| 2012年（平成24年） | 32,458           |      | 23,075       | 71.1%        |           | [ 大阪府 24 ] | [ 大東市 1 ] |
| 2013年（平成25年） | 32,620           | 23位 | 23,213       | 71.2%        | [ JR 1 ]  | [ 大阪府 25 ] | [ 大東市 1 ] |
| 2014年（平成26年） | 31,703           | 23位 | 22,467       | 70.9%        | [ JR 2 ]  | [ 大阪府 26 ] | [ 大東市 1 ] |
| 2015年（平成27年） | 31,895           | 24位 | 22,543       | 70.7%        | [ JR 3 ]  | [ 大阪府 27 ] | [ 大東市 1 ] |
| 2016年（平成28年） | 31,428           | 25位 | 22,242       | 70.8%        | [ JR 4 ]  | [ 大阪府 28 ] | [ 大東市 2 ] |
| 2017年（平成29年） | 31,235           | 26位 | 22,086       | 70.7%        | [ JR 5 ]  | [ 大阪府 29 ] | [ 大東市 2 ] |
| 2018年（平成30年） | 31,098           | 27位 | 22,087       | 71.0%        | [ JR 6 ]  | [ 大阪府 30 ] | [ 大東市 3 ] |
| 2019年（令和元年） | 30,999           | 25位 | 22,031       | 71.1%        | [ JR 7 ]  | [ 大阪府 31 ] | [ 大東市 3 ] |
| 2020年（令和02年） | 24,586           | 24位 | 18,352       | 74.6%        | [ JR 8 ]  | [ 大阪府 32 ] | [ 大東市 3 ] |
| 2021年（令和03年） | 25,089           | 25位 | 18,317       | 73.0%        | [ JR 9 ]  | [ 大阪府 33 ] | [ 大東市 4 ] |
| 2022年（令和04年） | 27,112           | 27位 | 19,244       | 71.0%        | [ JR 10 ] | [ 大阪府 34 ] | [ 大東市 4 ] |
| 2023年（令和05年） | 27,584           | 27位 | 19,316       | 70.0%        | [ JR 11 ] | [ 大阪府 35 ] |              |

## 駅周辺

### 大東サンメイツ
駅前に存在する複合商業施設。主要テナントは以下の通り。 
- 二番館
  - ドトールコーヒー
  - セリア

かつてはイズミヤを中核店舗にした一番館も存在したが2018年6月5日にイズミヤは閉店し専門店街だけで営業したが2021年6月5日をもって閉鎖され解体されて跡地にマンションが建設予定。

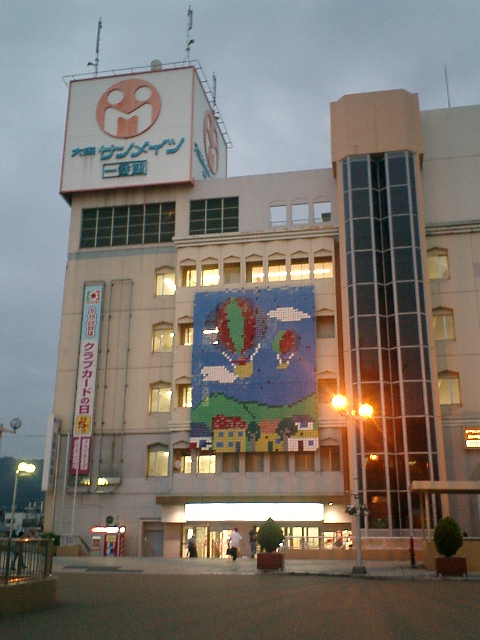
駅そばの大東サンメイツ一番館（正面前に季節に応じた壁面画が飾られている・建物は現在解体済み）
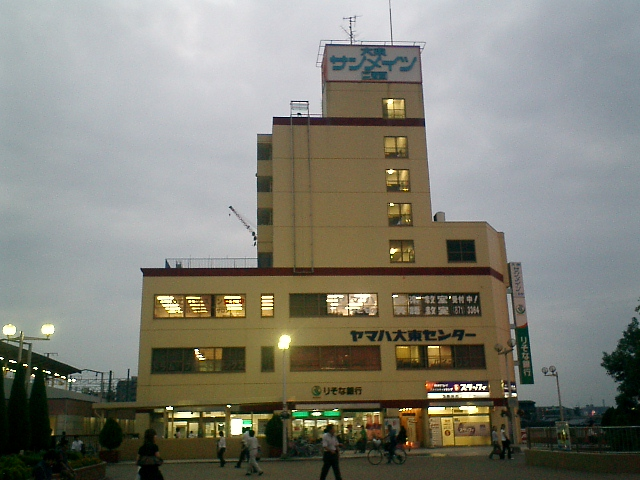
駅そばの大東サンメイツ二番館

### その他の周辺施設

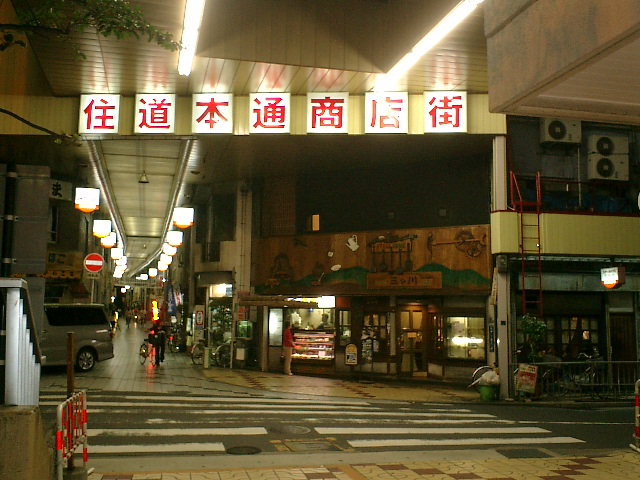
駅高架沿い・住道本通り商店街
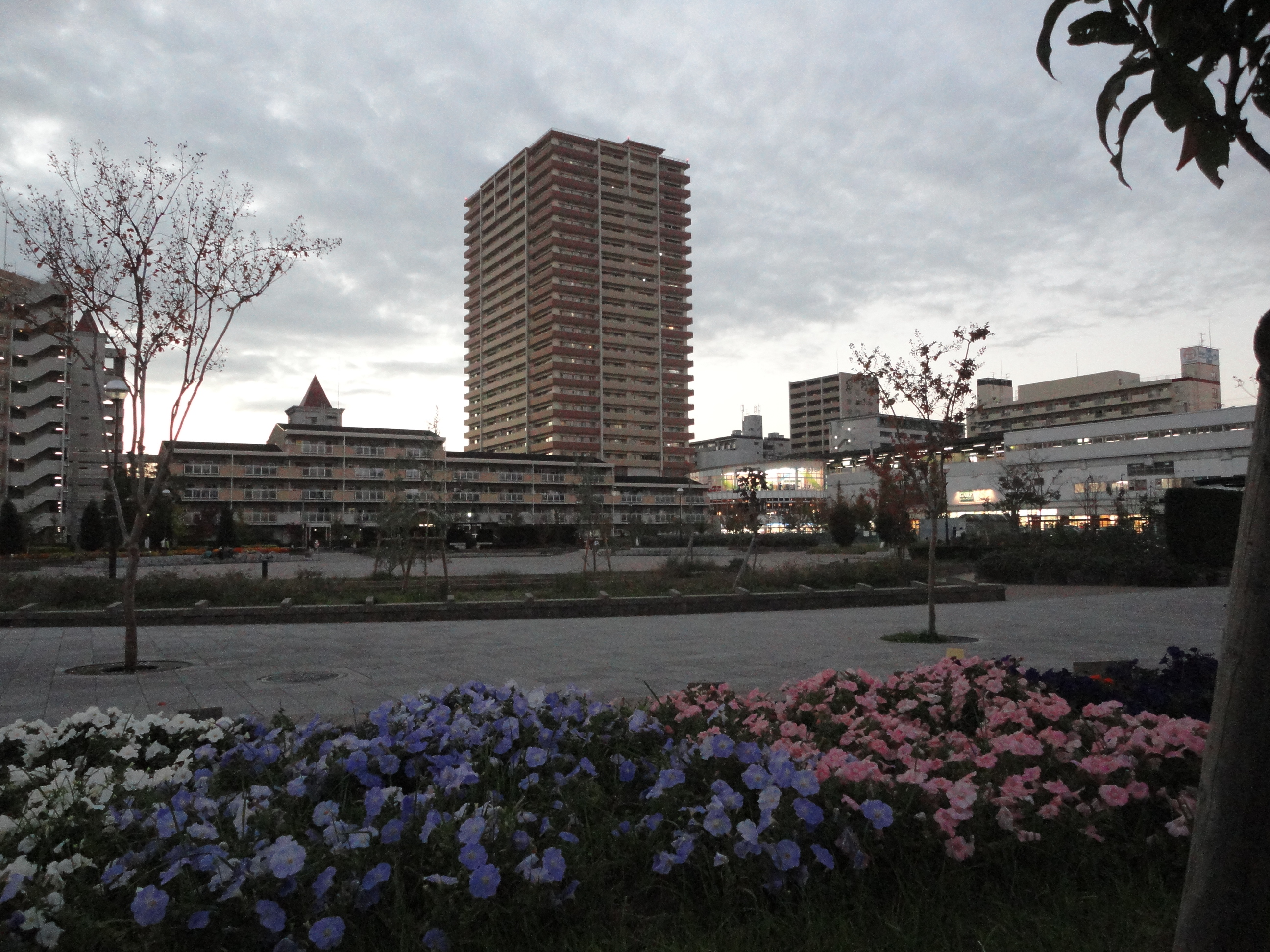
駅裏の末広公園

- 大東市役所[21]
- 大東市立市民会館
- 大東郵便局
- 大東市立総合文化センター
  - 大東市立中央図書館
  - 大東市立文化ホール（サーティホール）
- ポップタウン住道オペラパーク
  - 京阪百貨店 すみのどう店
  - ダイエーグルメシティ 住道店
- QANAT MALL住道
  - デイリーカナートイズミヤ 住道店
- 住道本通商店街
- コノミヤ住道店
- 大東市立住道中学校
- 大東市立住道北小学校
- 大東市立住道南小学校
- 大阪府道・奈良県道8号大阪生駒線
- 大阪府道21号八尾枚方線
- 野崎徳洲会病院

- 駅高架沿い・住道本通り商店街
- 駅裏の末広公園

## バス路線
一般路線バスは全て近鉄バス。他に大東市の運行するコミュニティバスが駅周辺の各地点に発着する。
駅南手の専用バスターミナルを発着する大阪産業大学のスクールバスもある。

### 北口
北口2階駅前広場北側、寝屋川を渡った先にのりばがある。停留所名は「住道駅前」。
| のりば | 担当 | 路線名     | 系統・行先       | 備考               |
| ------ | ---- | ---------- | ---------------- | ------------------ |
| 1      | 枚岡 | 四条畷線   | 30番：東花園駅前 |                    |
| 1      | 枚岡 | 四条畷線   | 31番：枚岡車庫   | 土休日は最終便のみ |
| 2      | 稲田 | 阪奈生駒線 | 16番：生駒登山口 |                    |

### 南口
駅前ロータリーに萱島線が乗り入れる。停留所名は「JR住道」。
2006年に駅南のロータリーが整備されるまでは、萱島発着便は大阪府道21号八尾枚方線上の住道駅筋バス停での乗り換え（系統が近鉄八尾 - 住道間と、荒本駅前 - 萱島間に分割されていた）、住道発着便は駅北口1階ロータリー（旧・JR住道停留所。現在の住道駅中央停留所の場所）の発着となっていた。駅南のロータリーの整備により「JR住道」バス停が南口に移設され、路線再編（八尾 - 萱島直通便の増発など）の上、萱島発着便もJR住道を経由するようになった。
| のりば | 路線名 | 系統・行先               | 備考                     |
| ------ | ------ | ------------------------ | ------------------------ |
| 1      | 萱島線 | 36番・39番：近鉄八尾駅前 | 朝と夕方以降             |
| 1      | 萱島線 | 43番：近鉄八尾駅前       | 日中のみ。アリオ八尾経由 |
| 1      | 萱島線 | 41番：荒本駅前           | 日祝の最終便             |
| 2      | 萱島線 | 37番・39番：萱島         |                          |

### コミュニティバス
大東市コミュニティバス（大東コミバス線、近鉄バス稲田営業所運行）と大東市南部地域コミュニティバスの2種類がある。
大東コミバス線はA（南新田・朋来方面コース）・B（三箇方面コース）・C（西部方面コース）の3つのコースがあり、Aコースは住道駅南（南口ロータリー）に、Bコースは住道駅前に、Cコースは住道駅前と住道駅中央（駅1F北口ロータリー）に乗り入れている。
大東市南部地域コミュニティバスは南口ロータリーに乗り入れており、中垣内ルートと朋来ルートがある。9人乗りワゴン車を使用、月水金曜日のみ運行で祝日や年末年始は運休。

## 隣の駅
西日本旅客鉄道（JR西日本）
 学研都市線（片町線）
■快速・■区間快速
四条畷駅 (JR-H34) - 住道駅 (JR-H36) - 放出駅 (JR-H39)
■普通
野崎駅 (JR-H35) - 住道駅 (JR-H36) - 鴻池新田駅 (JR-H37)

### 記事本文